# Mitja Tušek
 (février 2013).
Pour les articles homonymes, voir Tusek.
Mitja Tušek est un peintre, né en 1961 à Maribor en Slovénie. 

## Biographie
Son œuvre a été montrée dans de nombreuses institutions internationales telles que la documenta de Cassel, mais aussi des lieux « pilotes » tels que la Kunsthalle de Berne, le Musée irlandais d'Art moderne ou The Museum of Modern Art, Oxford.
Son travail est représenté par la Galerie Nelson à Paris.